# 救世主入門
《救世主入門》，日本漫畫家有吉京子所作之漫畫。以少女漫畫的方式，表達出靈修者的心靈世界。

## 主要登場人物
約翰
- 前世為救世主

麻亞
- 齊訥卡片完全錯誤

馬弗
- 齊訥卡片命中率82%

## 語錄
- 「在救人之前，請先救救妳自己！」

## ISBN
長鴻版
1. ISBN 957-537-164-X
2. ISBN 957-537-165-8